# Сімука
Сімука – індійський цар, засновник династії Сатаваханів. 
Навіть спираючись на численні джерела, неможливо чітко визначити період правління Сімуки. Відповідно до однієї з версій він жив і правив у III столітті до н. е.; інша версія припускає, що він жив у I столітті до н. е.

## Життєпис
Про життя Сімуки відомо небагато. Відповідно до джайнських переказів він сповідував джайнізм. В останні роки свого життя Сімука став тираном, через що був повалений та вбитий.
Владу по смерті Сімуки успадкував його брат Канха, який розширив володіння Сатаваханів на захід до міста Нашик. 